# Tom Wright (Schauspieler)
Harold Thomas Wright (* 29. November 1952 in Englewood, New Jersey) ist ein US-amerikanischer Schauspieler und Stuntman.

## Leben
Wright besuchte die Universität von West Chester, Pennsylvania. 1977 spielte er eine erste kleine Filmrolle. Danach hatte er hauptsächlich Theaterengagements an Theatern in Philadelphia und Off-Broadway. 1981 trat er am Broadway an der Seite von Amanda Plummer in Shelagh Delaneys A Taste of Honey auf; die Produktion und Plummer wurden jeweils für einen Tony Award nominiert.
Von Mitte bis Ende der 1980er Jahre wirkte er als Stuntman an mehreren erfolgreichen Hollywoodproduktionen mit. Ab 1987 hatte er verschiedene Spielfilmrollen, darunter Ghettobusters (I’m Gonna Git You Sucka) von Keenen Ivory Wayans. In der Folge trat er auch in Gastrollen in diversen Fernsehserien auf. Von 1998 bis 1999 spielte er eine der Hauptrollen in der Serie Martial Law – Der Karate-Cop. Zwischen 2008 und 2009 hatte er eine wiederkehrende Rolle in L.A. Crash.

## Filmografie (Auswahl)
Schauspieler
- 1977: Selbstjustiz – Mein ist die Rache (Tomcats)
- 1979: Red Italy
- 1980: Underground U.S.A.
- 1981: Subway Riders
- 1982: Eigentlich wollte ich zum Film (I Ought to Be in Pictures)
- 1982: Der Söldner (The Soldier)
- 1983: Kennedy (Miniserie, 4 Folgen)
- 1984: Alphabet City
- 1984: Der Typ vom anderen Stern (The Brother from Another Planet)
- 1984: Der Exterminator – 2. Teil (Exterminator 2)
- 1984: Die Schlamm-Babies (Delta Pi)
- 1985: Streetwalkin’ – Auf den Straßen von Manhattan (Streetwalkin’)
- 1986: Eine Frau geht ihren Weg (Johnny Bull, Fernsehfilm)
- 1987: Creepshow 2
- 1987: Matewan
- 1987–1988: 21 Jump Street – Tatort Klassenzimmer (21 Jump Street, Fernsehserie, 2 Folgen)
- 1988: Ghettobusters (I’m Gonna Git You Sucka)
- 1989: Die Wilde von Beverly Hills (Troop Beverly Hills)
- 1989: Brennender Hass (Heart of Dixie)
- 1989: Roseanne (Fernsehserie, Folge 2x03)
- 1990: Zum Töten freigegeben (Marked for Death)
- 1990: Die Affäre der Sunny von B. (Reversal of Fortune)
- 1991: Geschichten aus der Gruft (Tales from the Crypt, Fernsehserie, Folge 3x04)
- 1993: L.A. Law – Staranwälte, Tricks, Prozesse (L.A. Law, Fernsehserie, Folge 7x14)
- 1993: Wieder Ärger mit Bernie (Weekend at Bernie’s II)
- 1993: Amityville – A New Generation
- 1994–1995: Seinfeld (Fernsehserie, 4 Folgen)
- 1995: Vergiß Paris (Forget Paris)
- 1996: Star Trek: Raumschiff Voyager (Star Trek: Voyager, Fernsehserie, Folge 2x24)
- 1997: Mord im Weißen Haus (Murder at 1600)
- 1997: Gridlock’d – Voll drauf! (Gridlock’d)
- 1998–1999: Martial Law – Der Karate-Cop (Martial Law, Fernsehserie, 22 Folgen)
- 2001; 2007: CSI: Den Tätern auf der Spur (CSI: Crime Scene Investigation, Fernsehserie, 2 Folgen)
- 2001: Emergency Room – Die Notaufnahme (ER, Fernsehserie, 2 Folgen)
- 2002: Barbershop
- 2003: Betrayal – Der Tod ist ihr Geschäft (Betrayal)
- 2003: White Rush
- 2004: Barbershop 2 (Barbershop 2: Back in Business)
- 2004: Star Trek: Enterprise (Fernsehserie, Folge 4x01)
- 2005: O.C., California (The O.C., Fernsehserie, Folge 3x08)
- 2006: 24 (Fernsehserie, 2 Folgen)
- 2007: Dr. House (House, M.D., Fernsehserie, Folge 4x04)
- 2008: News Movie (The Onion Movie)
- 2008–2009: L.A. Crash (Fernsehserie, 6 Folgen)
- 2009: Nip/Tuck – Schönheit hat ihren Preis (Nip/Tuck, Fernsehserie, Folge 6x04)
- 2009: Numbers – Die Logik des Verbrechens (Numb3rs, Fernsehserie, Folge 5x17)
- 2009: Ghost Whisperer – Stimmen aus dem Jenseits (Ghost Whisperer, Fernsehserie, Folge 4x19)
- 2010: The Cursed
- 2010: Burning Palms
- 2010: BoyBand
- 2010: Hawthorne (Fernsehserie, Folge 2x10)
- 2011: Rift
- 2011: Rizzoli & Isles (Fernsehserie, Folge 2x05)
- 2012: Grimm (Fernsehserie, Folge 1x20)
- 2012: A Beautiful Soul
- 2013: Starting from Scratch
- 2013: Broken Blood
- 2013: The Mentalist (Fernsehserie, Folge 5x16)
- 2013: Things Never Said
- 2013–2015: Granite Flats (Fernsehserie, 19 Folgen)
- 2014: Beyond the Lights
- 2014: Castle (Fernsehserie, Folge 7x03)
- 2014: Sin Verite
- 2015: Stockholm, Pennsylvania
- 2015: The Diabolical – Das Böse ist zeitlos (The Diabolical)
- 2015: Runaway Island
- 2015: Criminal Minds (Fernsehserie, Folge 11x05)
- 2016: Storage Locker 181
- 2016: Rebirth
- 2016: South32
- 2016: Murder in the First (Fernsehserie, 2 Folgen)
- 2016: Message from the King
- 2016: The Secrets of Emily Blair
- 2016: Within
- 2016–2017: Ray Donovan (Fernsehserie, 7 Folgen)
- 2017: Transformers: The Last Knight
- 2017: The Neighborhood
- 2017: Marvel’s Inhumans (Fernsehserie, 3 Folgen)
- 2018: Higher Power
- 2018: Spell
- 2019: The Magicians (Fernsehserie, 3 Folgen)
- 2019: The Divorce Party
- 2019: #Truth
- 2023: Daisy Jones & the Six (Fernsehserie, 10 Folgen)

Stuntman
- 1982: Tödliche Abrechnung (Fighting Back)
- 1984: Splash – Eine Jungfrau am Haken (Splash)
- 1986: Staatsanwälte küßt man nicht (Legal Eagles)
- 1987: Der Prinzipal – Einer gegen alle (The Principal)
- 1987: Das Geheimnis meines Erfolges (The Secret of My Succe$s)
- 1987: Nichts als Ärger mit dem Typ (Outrageous Fortune)
- 1989: Die Glücksjäger (See No Evil, Hear No Evil)
- 1989: Do the Right Thing
- 1990: Blue Steel